# Desa Wedoro (administrativ by i Indonesien, Jawa Timur, lat -7,36, long 112,14)
Desa Wedoro är en administrativ by i Indonesien.   Den ligger i provinsen Jawa Timur, i den västra delen av landet, 600 km öster om huvudstaden Jakarta.